# Hekenichnum
Hekenichnum („Lobpreis dem Chnum“) war ein altägyptischer Würdenträger der 5. oder 6. Dynastie, der vor allem im militärischen Bereich und im Schutz der Wüste tätig war. Zu seinen Titeln gehören Vorsteher der Truppen, Vorsteher der Wüste und Vorsteher des Horusweges.
Hekenichnum ist von seiner Mastaba (G 8056) im Central Field in Gizeh bekannt. Sie liegt südlich der Mastaba des Chuienptah, nordöstlich des Felsgrabs des Memi sowie nördlich der Mastaba des Iti. Der Bau war schon stark zerstört, als er ausgegraben wurde. Den Eingang flankierten ursprünglich zwei Obelisken aus Kalkstein, von denen bei der Ausgrabung noch ein 18 cm hoher vorhanden war. Es fanden sich keinerlei Reste einer Dekoration, wie sie bei anderen Mastabas belegt sind. In der unterirdischen Grabkammer befand sich ein Sarkophag aus Kalkstein, der mit zwei Inschriften dekoriert ist und die Titel und den Namen des Hekenichnum überliefert. Von Porter/Moss wird Hekenichnum in die Mitte der fünften Dynastie oder später datiert. Donadoni Rovere datiert ihn in die fünfte oder sechste Dynastie.